# 공손연
공손연(公孫淵, ? ~ 238년)은 중국 삼국시대 요동에서 할거했던 군웅으로 자는 문의(文懿), 유주 요동군 양평현(襄平縣) 사람이다. 공손강의 아들로 정변을 일으켜 숙부 공손공을 몰아내고 연왕(燕王)을 자칭했으나, 명제 조예가 파견한 사마의의 군대에 의해 세력이 평정된다.

## 생애

### 위나라와 오나라 사이에서
아버지 공손강은 할아버지 공손도에 이어 요동태수로서 독자 세력을 영위하였다. 아버지가 죽었을 때 형 공손황이나 공손연이나 아직 나이가 어려 그 자리는 작은아버지 공손공이 승계하였다. 228년(태화 2년) 숙부를 위협하여 요동태수를 차지하였다. 위나라 황제 조예는 이를 추인하고 양렬장군(揚烈將軍)을 얹어주었다.
229년 오나라 황제 손권이 교위(校尉) 장강(張剛)과 관독(管篤)을 파견해 접근해왔다. 230년 조예가 거기장군으로 관위를 올려주었다. 232년 공손연이 오나라와도 가까이 지내자 아직 공물을 끊지 않았음에도 조예가 이를 정복하고자 했다. 여남태수 전예가 청주에서 서해를 건너고 유주자사 왕웅이 육로로 진공하려다 성과 없이 돌아갔다. 공손연은 주하(周賀) 등 이미 와있던 오나라 사신들에 대한 답례로 교위 숙서(宿舒)와 낭중령(郎中令) 손종(孫綜)을 보냈다. 담비와 말들을 헌상하며 칭번하니 손권이 기뻐서 청주목이란 관직을 더해주고 연왕(燕王)이란 작위도 수여하였다.
233년(청룡 원년) 숙서와 손종이 오나라 장병 약 10,000명의 대규모 호위를 받으며 그 사절단과 함께 답진(沓津)에 도착하였다. 오나라 사절단은 책봉 조서와 관련 집기는 물론 금은보화에 구석(九錫)까지 가져왔으며 부수적으로는 말들을 사가려 하였다. 태상 장미, 집금오 허안(許晏), 중랑장 만태(萬泰), 교위 배잠(裴潛)이 수행원 400여 명을 데리고 치소인 양평으로 향하고 하달(賀達)과 우자(虞咨)는 배에 남았다. 공손연은 손권이 너무 멀리 있어 의지하기 어렵다 판단하였다. 장미 등 4인을 참수하고 그 수행원들을 구속했으며 한기(韓起)에게는 군을 맡겨 답진의 오나라군까지 무찔렀다. 몰수한 물품과 수급은 서조연(西曹掾) 공손형(公孫珩)으로 하여금 조예에게 바쳤다. 이 공으로 대사마와 낙랑공(樂浪公)을 받고 요동태수도 유지했지만 위나라는 공손연을 불편히 여겼다.

### 위나라와의 전면전
결국 조예는 공손연을 밀어버리기로 결심하고 관구검을 유주자사에 임명하였다. 237년(경초 원년) 양평으로 진격해오는 관구검을 요수현(遼隧縣, 遼隊縣)에서 역격하여 물리쳤다. 마침 열흘간 비도 내려 요수(遼水)가 너무 불어났으므로 관구검이 물러났다. 공손연은 연호를 소한(紹漢)이라 정하는 한편 손권이 봉했었던 연왕을 자처하며 오나라에 손을 벌리고 선비도 회유하려 하였다. 손권은 양도(羊衜)의 진언을 받아들여 지난 일은 덮어두고 그 지원을 약속하였다.
238년 봄, 위나라에서는 태위 사마의가 우금, 호준 등을 거느리고 보병과 기병 4만 명으로 토벌에 나섰다. 고죽(孤竹)과 갈석(碣石)을 지나 6월(음력)에는 요수(遼水)에 도달하였다. 공손연도 비연과 양조 등 수만 명을 요수현으로 출격시켜 해자 등의 장애물을 20여 리에 걸쳐 설치하며 맞섰다. 사마의의 군세가 동남쪽 방향으로 수비망을 뚫으려 하는 것 같아 거기에 신경을 쏟았는데 되레 사마의는 북쪽으로 우회하여 강을 건너고 일부 병력만을 대치시킨 채 그대로 양평을 향해 내달렸다. 양조 등은 애써 구축한 진지를 버리고 급히 사력을 다해 사마의를 공격했지만 수산(首山)도 뚫리고 양평이 포위당했다.

### 패망
30여 일간 비가 계속되어 강이 마구 범람하는데도 사마의는 환군하지 않았다. 날이 개자 공성이 시작되어 토산, 땅굴, 누거(樓車), 발석거, 연노 등으로부터 연일 돌과 화살이 빗발쳤다. 성엔 식량이 바닥나 인육을 먹어야 했으며 죽은 자도 매우 많았다. 양조 등 투항하는 자들도 생겨났다. 8월, 수십 장(丈) 길이의 유성까지 동남쪽 방면에 떨어지면서 사람들이 두려워 하였다. 고구려의 동천왕도 수천 명을 보내 사마의를 돕고 있었는데 손권이 원군으로 파병한 정주(鄭冑)는 아직 당도하지 않았다. 어쩔 수 없이 상국 왕건과 어사대부 유포(유보)를 보내 포위를 풀어줄 것을 간청하였으나 모두 목만 날아갔다. 다시 시중(侍中) 위연을 통해 볼모를 보내겠단 뜻을 전하였지만 사마의는 “군사엔 다섯 길이 있으니 나와서 싸울 수 있다면 싸우고, 싸울 수 없다면 지켜야 하며, 지킬 수도 없다면 피해야 한다. 남은 두 가지는 항복과 죽음뿐이다. 공손연이 직접 와서 항복을 청하지 않는 것은 죽음을 각오한 것일 터 질자를 보낼 필요는 없다.”라 답할 뿐이었다.
끝내 아들 공손수와 수백 기만을 거느린 채 동남쪽 포위망을 돌파하고 도주하다가 위군에 잡혀 참수당했다. 15세 이상 남자 7,000여 명과 장군 필성(畢盛) 등 공경 이하 2,000여 명도 처형당해 그 시체로 경관(京觀)이 만들어졌으며 공손연의 머리는 낙양으로 보내졌다. 공손공 시절부터 낙양에 인질로 가있던 형 공손황도 목숨을 잃었다. 189년(중평 6년) 이래 요동, 대방, 낙랑, 현도 등 동북방 변방에서 군림해오던 공손씨 정권은 이렇게 멸망하였다.

## 삼국지연의
사서가 아닌 소설 《삼국지연의》에서도 등장한다.

## 섬긴 사람들
| - 가범 - 공손형(公孫珩) - 곽흔(郭昕) - 비연 - 손종(孫綜) | - 숙서(宿舒) - 양조 - 왕건 - 왕찬(王贊) - 위연 | - 유원(柳遠) - 유포(유보) - 윤직 - 필성(畢盛) - 한기(韓起) |

## 가계
- 할아버지 : 공손탁
  - 아버지 : 공손강
    - 형 : 공손황
      - 아들 : 공손수

## 같이 보기
- 삼국지 인물 목록

## 참고 문헌
- 《삼국지》8권 위서 제8 공손탁
- 《진서》1권 제기 제1 고조선제 사마의